# Totternhoe Castle
Totternhoe Castle var en normannisk borg i Totternhoe i Bedfordshire i England. I dag er kun jordvoldene bevaret, og de er et Scheduled Monument, da de er en del af Totternhoe Knolls Site of Special Scientific Interest.
Totternhoe Castle ligger med udsigt over landsbyen Totternhoe ved byen Dunstable. Det er bygget som en motte-and-baileyfæstning i den normanniske periode, sandsynligvis omkring anarkiet i 1100-tallet. Den havde dog to baileys i stedet for én, som var det normale. En bred grøft beskyttede borgen på tre sider, mens den fjerde side var beskyttet af en sprække i kridtbakken, som den er anlagt på.